# Newfoundland and Labrador Census Division No. 10
Die Census Division No. 10 ist eine Verwaltungseinheit in der kanadischen Provinz Neufundland und Labrador.
Die Census Division No. 10 erstreckt sich über den Süden von Labrador. Die Verwaltungseinheit hat eine Fläche von 199.703,36 Quadratkilometern. Beim Zensus 2016 wurde eine Einwohnerzahl von 24.639 ermittelt. Beim Zensus 2011 betrug sie 24.111.

## Gemeinden (Towns)
- Cartwright
- Charlottetown
- Forteau
- Happy Valley-Goose Bay
- Labrador City
- L’Anse-au-Clair
- L’Anse au Loup
- Mary’s Harbour
- North West River
- Pinware
- Port Hope Simpson
- Red Bay
- St. Lewis
- Wabush
- West St. Modeste

## Census Subdivisions
- Subdivision A (L’Anse-Amour, Capstan Island)
- Subdivision B (Battle Harbour, Black Tickle-Domino, Lodge Bay, Normans Bay, Paradise River, Pinsent, William’s Harbour)
- Subdivision C (Sheshatshiu, Mud Lake)
- Subdivision D (Churchill Falls)
- Subdivision E (Natuashish)